# Nomiline
La nomiline est un composé organique de la famille des limonoïdes. Cet acétate est une substance amère présente dans les pépins d'oranges et de citrons, et dans le fruit du bigaradier et du mandarinier. La nomiline et la limonine (en) sont deux triterpénoïdes dont la structure chimique comprend un cycle furanique. Ce sont des limonoïdes abondants.

## Propriétés
Ce triterpénoïde intéresse la recherche médicale.
Il a été découvert que la nomiline, ainsi que la limonine, possèdent des propriétés antivirales, inhibant la réplication du VIH-1.
La nomiline et la limonine induisent la glutathion S-transférase, une enzyme majeure du système de détoxication.
La nomiline montre un effet antiprolifération sur des cultures de cellules humaines de cancer du sein.